# 马桥词典
《马桥词典》，是中国作家韩少功1996年出版的小说，按照词典的形式，收录了其在當知青下放湖南汨羅縣長樂鎮马桥村的115个词条，描寫傳統中國農民的生活和精神面貌；部分词汇是作者虚构或臆想（如晕街）。最早发表于上海文艺出版社的《小说界》杂志1996年第2期，后由作家出版社出版单行本。1999年獲《亚洲周刊》评为“20世纪中文小说100强”之一。2003年8月由美国哥伦比亚大学出版社出版了英译本“A Dictionary of Maqiao”。2010年获得美国俄克拉荷马大学美中关系研究所第二届纽曼华语文学奖。
《马桥词典》出版后，張頤武、王幹批评该书抄袭了米洛拉德·帕维奇的《哈扎尔辞典》，引發了所謂的“馬橋事件”、“馬橋之爭”。張頤武表示《马桥词典》“無論形式或內容都很像，而且完全照搬《哈紮爾詞典》”，王幹批评《馬橋詞典》“模仿一位外國作家，雖然惟妙惟肖，但終歸不入流品”。“馬橋事件”發生後，韓少功曾公開表示：“這次事件當然不是什么誤傷，是一次有預謀的文化扼殺。”韩少功因此起诉评论者侵犯其名誉权，并获得胜诉。